# Кубок Гібралтару з футболу 2022
Кубок Гібралтару з футболу 2022 — 66-й розіграш кубкового футбольного турніру у Гібралтарі. Титул здобув Лінкольн Ред Імпс.

## Календар
| Раунд        | Дата              | Матчі | Клуби  |
| ------------ | ----------------- | ----- | ------ |
| Перший раунд | 5-6 лютого 2022   | 4     | 12 → 8 |
| 1/4 фіналу   | 8-11 березня 2022 | 4     | 8 → 4  |
| 1/2 фіналу   | 19-20 квітня 2022 | 2     | 4 → 2  |
| Фінал        | 7 травня 2022     | 1     | 2 → 1  |

## Перший раунд
| Команда 1      | Рахунок      | Команда 2         |
| -------------- | ------------ | ----------------- |
| 5 лютого 2022  |              |                   |
| Юероп          | 6:1          | Лінкс             |
| Сент-Джозефс   | 9:0          | Хаунд Догс (2)    |
| 6 лютого 2022  |              |                   |
| Ґласіс Юнайтед | 0:0 пен. 3:5 | Коледж 1975       |
| Манчестер 62   | 2:5          | Лінкольн Ред Імпс |

## 1/4 фіналу
| Команда 1        | Рахунок      | Команда 2         |
| ---------------- | ------------ | ----------------- |
| 8 березня 2022   |              |                   |
| Монс Кальпе      | 1:1 пен. 3:4 | Юероп             |
| 9 березня 2022   |              |                   |
| Сент-Джозефс     | 1:1 пен. 3:4 | Коледж 1975       |
| 10 березня 2022  |              |                   |
| Лайонс Гібралтар | 0:3          | Лінкольн Ред Імпс |
| 11 березня 2022  |              |                   |
| Бруно Мегпіс     | 3:0          | Юероп Пойнт       |

## 1/2 фіналу
| Команда 1         | Рахунок | Команда 2    |
| ----------------- | ------- | ------------ |
| 19 квітня 2022    |         |              |
| Лінкольн Ред Імпс | 5:0     | Коледж 1975  |
| 20 квітня 2022    |         |              |
| Юероп             | 1:3     | Бруно Мегпіс |

## Фінал
| 7 травня 2022 18:00 (17:00 CEST) |

| Лінкольн Ред Імпс        | 2:1      | Бруно Мегпіс |
| ------------------------ | -------- | ------------ |
| - Анон 89' - Ронан 90+2' | Протокол | - Пібе 45+1' |

| Вікторія, Гібралтар |